# Festival de Cine Hispano de Miami
Festival de Cine Hispano de Miami originalmente fueron premios concedidos por el jurado popular de cine del festival de Miami, Florida, Estados Unidos. 
El festival tuvo lugar desde 1996 hasta 2001. Es el predecesor del Miami Latin Film Festival. Su misión era promover películas en español y aumentar la conciencia de las culturas hispánicas entre los hispanos y los miembros de la comunidad.
En junio de 2001, el festival se fusionó con la francesa Hispanic Film Festival, también se encuentra en Miami, para formar el Miami Latin Film Festival.